# La Bazoque, Calvados
La Bazoque är en kommun i departementet Calvados i regionen Normandie i norra Frankrike. Kommunen ligger i kantonen Balleroy som ligger i arrondissementet Bayeux. År 2022 hade La Bazoque 195 invånare.

## Befolkningsutveckling
Antalet invånare i kommunen La Bazoque
Referens: INSEE